# 40 Ursae Majoris
40 Ursae Majoris är en vit stjärna i huvudserien i stjärnbilden Stora björnen. Stjärnan har visuell magnitud +7,11 och är inte synlig för blotta ögat ens vid god seeing.